# Districte de Beed
El districte de Beed (abans Bhir) (marathi बीड Beed, urdú بیڑ Bīr) és una divisió administrativa de Maharashtra a l'Índia. Té una superfície de 10.693 km² i una població (2201) de 2.161.250 habitants. La capital és Beed. El riu principal del districte és el Godavari.

## Administració
Està format per 11 talukes, 11 panchayat pamities, 1018 gram panchayats, 1365 pobles i 19 llogarets deshabitats. També té 22 thanes (estacions de polícia) i 6 consells municipals.
Les talukes són:
- Ashti
- Shirur
- Patoda
- Georai
- Beed
- Majalgaon
- Wadwani
- Dharur
- Kaij
- Parli
- Ambajogai

## Història
La ciutat de Beed s'anomenà antigament, en temps dels pandava i els kuru, com Durgavati i més tard com Balni. Champavati, germana de Chandragupta II Vikramaditya (vers 375-415), després de la conquesta la va rebatejar Champavatinagar. Va formar part successivament dels regnes dels andhres, dels chalukyes, rashtrakutes i yadaves (de Deogiri), dels que va passar al sultanat de Delhi. El 1326 Muhammad Shah II Tughluk (1325-1351) la va rebatejar Bhir. A la mort de Muhammad, la regió va caure en mans dels bahmànides, i després va pertànyer als nizamshàhides d'Ahmadnagar i els adilxàhides de Bijapur. El 1635 va caure en mans de l'Imperi Mogol. El 1724 va quedar en poder del nizam del Dècan (després nizam d'Hyderabad). Va formar part de la divisió d'Aurangabad, i el 1901 tenia una superfície d'11.551 km² amb 1.004 pobles, i la següent població: 558.345 habitants (1881), 642.722 habitants (1891), 492,258 habitants (1901).
Les principals ciutats eren Bhir, Amba, Parli i Mazalgaon; el 90% de la població era hindú i el 87% parlava marathi. Estava formada per tres subdivisions, amb talukes:
- Primera Subdivisió (segon talukdar): Mazalgaon o Majalgaon i Amba
- Segona Subdivisió (tercer talukdar): Gevrai, Ashti, Patoda.
- Tercera subdivisió (primer talukdar): Kaij (unida el 1905 a la d'Amba); i Bhir

A més a més incloïa diversos jagirs. La taluka de Bhir (al centre del districte) tenia 2253 km² i 88.160 habitants (1901, però el 1891 abans de la fam era de 121.262) amb capital a Bhir i amb 172 pobles i 17 jagirs.
El 1948 fou ocupada per les forces índies que van derrotar fàcilment al petit exèrcit del nizam que conforme a la llei havia optat per la independència, llei que com en altres llocs l'Índia no va respectar. El 1956 va passar a l'estat de Bombai i el 1960, quan aquest es va partir, va quedar dins el de Maharashtra; el seu nom Bhir, fou canviat pel seu nom maratha Beed.

## Llocs interessants
- Forts de Beed
- Fort de Dharur, mesquita de Dharur
- Temple de Joagi a Amba
- Temple de Baijnath a Parli